# Sancti Spíritus (província)
Sancti Spíritus é uma província de Cuba. Sua capital é a cidade de Sancti Spíritus.
A população urbana é de 323.486 habitantes, ou seja, 70,3 % da população total.

## Municípios da Província
- Yaguajay
- Jatibonico
- Taguasco
- Cabaiguán
- Fomento
- Trinidad
- Sancti Spíritus
- La Sierpe